# Березівська територіальна громада (Житомирська область)
Березівська сільська територіальна громада — територіальна громада в Україні, в новоствореному Житомирському районі Житомирської області, з адміністративним центром в селі Березівка.

## Загальна інформація
Площа громади — 234,4 км², населення — 9 071 особа (2020 р.).

## Населені пункти
До складу громади увійшли села Барашівка, Березівка, Богданівка, Болярка, Бондарці, Василівка, Вигода, Давидівка, Дубовець, Заможне, Іванівка, Мусіївка, Нова Василівка, Рудківка, Садки та Черемошне.

## Історія
Утворена, відповідно до розпорядження Кабінету Міністрів України № 711-р від 12 червня 2020 року «Про визначення адміністративних центрів та затвердження територій територіальних громад Житомирської області», шляхом об'єднання Березівської, Василівської, Заможненської, Іванівської та Садківської сільських рад ліквідованого Житомирського району Житомирської області.